# منتخب فانواتو تحت 20 سنة لكرة القدم
منتخب فانواتو تحت 20 سنة لكرة القدم (بالإنجليزية: Vanuatu national under-20 football team)‏ هو ممثل فانواتو الرسمي في المنافسات الدولية في كرة القدم في فئة كرة قدم تحت 20 سنة للرجال، يديريه اتحاد فانواتو لكرة القدم.